# Landolphia togolana
Landolphia togolana là một loài thực vật có hoa trong họ La bố ma. Loài này được (Hallier f.) Pichon mô tả khoa học đầu tiên năm 1953.